# Чернігівфільтр
ПАТ «Чернігівфільтр» — підприємство хімічної промисловості у Чернігові.
Понад 120 підприємств фармацевтичної, харчової, хімічної та інших галузей промисловості використовують фільтри підприємства для очищення фармацевтичних ін'єкційних препаратів, води, повітря, вуглекислоти, технологічних газів, пива, горілки, вин, рослинних олій та інших жирів, нафтопродуктів, кислот, лугів, розчинників.

## Продукція
Підприємство виробляє фільтрувальні елементи з ультратонких синтетичних волокон для очищення газів і рідин, у тому числі і агресивних, від механічних частинок розміром 0,3 мкм і вище, бактерій і деяких солей.
Також виробляються пристрої для очищення води.